# Vasili Badanov
Vasili Mijaílovich Badanov (en ruso: Васи́лий Миха́йлович Бада́нов; Verjniaia Yakusja, Imperio ruso, 14 de diciembre de 1895 – Moscú, Unión Soviética, 1 de abril de 1971) fue un líder militar soviético que combatió en las filas del Ejército Rojo durante la Segunda Guerra Mundial. En el curso de la guerra se distinguió durante el ataque contra el aeródromo de Tatsinskaya (1942) y su posterior liderazgo del 4.º Ejército de Tanques (1943-1944). Después de la guerra permaneció en las fuerzas armadas hasta 1953 cuando se retiró del servicio activo.

## Biografía

### Infancia y juventud
Badanov nació el 14 de diciembre de 1895 en la pequeña localidad rural de Verjniaia Yakusja —en esa época situada en la gobernación de Simbirsk del Imperio ruso, actualmente ubicado en Óblast de Uliánovsk en Rusia—. Después de completar sus estudios de primaria en la escuela local, fue reclutado por el Ejército Imperial ruso en 1915 durante la Primera Guerra Mundial, se graduó en la Escuela Militar de Chugúyev con el rango de práporshchik en 1916 y luchó como comandante de pelotón del 493.º Regimiento de Infantería de Klin en el Frente Sudoeste. En 1917 fue elegido miembro del comité del regimiento.
Durante la Guerra civil rusa, fue reclutado en el Ejército Rojo en septiembre de 1919 y nombrado instructor militar asistente de la Comisaría Militar del Uyezd de Kurgán en la gobernación de Tobolsk. Se convirtió en comandante de compañía en la 27.ª División de Fusileros de Omsk en octubre de ese mismo año y con la división luchó como parte del 5.º Ejército contra las fuerzas del almirante Aleksandr Kolchak cerca de Kurgán, Petropavlovsk, Omsk, Barabinsk y Novonikolayevsk.
Desde diciembre de ese año, Badanov se desempeñó como comisario militar adjunto de la Comisaría Militar del Uyezd de Melekes en la gobernación de Samara. Mientras ocupaba este cargo, fue encarcelado por «actividades antisoviéticas» entre el 30 de marzo y el 19 de julio de 1920. Desde febrero de 1921 fue jefe de Estado Mayor de una brigada de fusileros de la reserva del comandante supremo y participó en la represión de la resistencia antisoviética en Bielorrusia. 
Se unió al Partido Comunista en 1919.

### Periodo de entreguerras
En octubre de 1921, se desempeñó, por un corto periodo de tiempo, como subdirector temporal de la escuela de la 21.ª Brigada Independiente de la Checa, aunque pronto fue transferido para servir en el mismo puesto en la 13.ª Brigada Independiente de la Checa, permaneció en este puesto hasta junio de 1922, cuando fue nombrado comandante y comisario militar del 29.º Batallón Independiente de Gómel de las Tropas Internas de la Unión Soviética (OGPU) del Frente Occidental.
En diciembre de 1923, sirvió como comandante y comisario militar del 1.er Regimiento de Fusileros de la OGPU, hasta octubre de 1926 cuando ingresó en los cursos de perfeccionamiento de Tiro-táctico del personal de mando del Ejército Rojo conocidos como curso «Výstrel» destinado a entrenar oficiales de batallón y regimiento para la infantería soviética. Tras graduarse en noviembre de 1927, fue nombrado comandante y comisario militar del 26.º Regimiento Independiente Chapayev de la OGPU. Luego, en enero de 1930, asumió el puesto de jefe del curso de ametralladoras de la Escuela de Reentrenamiento de Comandantes de Reserva de Sarátov en el Distrito Militar del Volga, completó su reentrenamiento en los Cursos de Perfeccionamiento de Comandantes Blindados de Leningrado, entre diciembre de 1930 y mayo de 1931, y luego se convirtió en comandante de batallón de la Escuela Blindada de Sarátov.
Entre marzo y septiembre de 1932, completó el Curso de Perfeccionamiento Técnico para Comandantes de Kazán del Distrito Militar del Volga y en marzo de 1934, entró en el Curso de Perfeccionamiento Técnico Académico para Comandantes en la Academia Militar de Mecanización y Motorización. Al finalizar el curso, en julio de ese mismo año, se convirtió en comandante de un batallón independiente del Distrito Militar de Moscú. Posteriormente, en abril de 1936, se desempeñó como subjefe de la sección de capacitación y personal de la Escuela Técnica de Automóviles Militares del Distrito Militar del Volga y en enero de 1940, trabajó como jefe de la Escuela Técnica de Automóviles Militares de Poltava. Para entonces con el rango de coronel, fue nombrado comandante de la 55.ª División de Tanques del 25.º Cuerpo Mecanizado del Distrito Militar de Járkov en marzo de 1941.

### Segunda Guerra Mundial

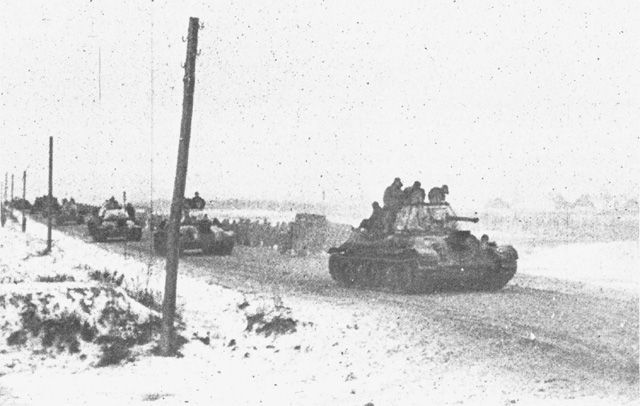
Columna blindada soviética durante la operación Pequeño Saturno

Después del inicio de la invasión alemana de la Unión Soviética, Badanov dirigió la división como parte del 21.º Ejército en la batalla de Smolensk. La división se disolvió en septiembre y fue nombrado comandante de la 12.ª Brigada de Tanques en el Frente Sudoeste. La brigada fue retirada a la reserva del frente el 22 de octubre y participó en la ofensiva Barvenkovo-Lozovaya del 18 de enero, donde combatió integrada en el 57.º Ejército. Desde marzo de 1942, se desempeñó como subcomandante interino del 56.º Ejército para las fuerzas de tanques, luchando en las batallas en los accesos a Taganrog. Luego, el 19 de abril, tomó el mando del 24.º Cuerpo de Tanques del Frente Sur. A partir de julio, lo lideró en las intensas batallas defensivas que tuvieron lugar en el sector de Vorónezh y en la Gran Curva del Don como parte de los frentes Briansk y Vorónezh. A principios de diciembre, el cuerpo participó en la Operación Pequeño Saturno, en el curso de dicha operación, Badanov, lideró la exitosa incursión contra el aeródromo de Tatsinskaya hacia la retaguardia alemana. Gracias al éxito de la incursión fue ascendido al rango de teniente general el 26 de diciembre de 1942 y se convirtió en el primer destinatario de la Orden de Suvórov de 2.do grado, ese mismo día. Además, por su gran desempeño en el ataque, el cuerpo recibió el título honorífico de «Guardias» y fue renombrado como el 2.º Cuerpo de Tanques de la Guardia «Tatsinskaya».
Continuó al mando del 2.º Cuerpo de Tanques de la Guardia en la Operación Galope en el Dombás en enero de 1943, y en el rechazo de la contraofensiva alemana en la tercera batalla de Járkov en marzo de 1943. En julio de 1943, fue ascendido a comandar el 4.º Ejército de Tanques, liderando durante la Operación Kutúzov y las batallas por la margen derecha de Ucrania. El ejército fue retirado a la Reserva del Alto Mando Supremo en septiembre de 1943, y en febrero de 1944, el ejército se unió al Primer Frente Ucraniano. El 6 de enero de 1944, el gobierno estadounidense le concedió la Cruz de Servicio Distinguido por su «heroísmo extraordinario».
Resultó gravemente herido durante la batalla de Kamianets-Podilski en marzo de 1944. Después de recuperarse, se desempeñó como jefe de la Dirección de Instituciones de Entrenamiento Militar de la Dirección Principal para la Formación y Entrenamiento de Combate de las Fuerzas Blindadas y Mecanizadas del Ejército Rojo desde agosto de ese mismo año, aunque ya no volvió a tomar el mando de ninguna unidad en combate durante el resto de la guerra.

### Posguerra
Después del final de la guerra, continuó sirviendo en su puesto anterior hasta junio de 1946, cuando asumió el cargo de comandante de las Fuerzas Blindadas y Mecanizadas del Grupo de Fuerzas Central (estacionadas en Austria y Hungría). Posteriormente, el 30 de abril de 1949, comenzó sus estudios en los cursos académicos superiores de la Academia Militar Superior Voroshilov, tras su graduación en julio de 1950, fue nombrado jefe de la Dirección de Instituciones de Educación Superior de las Fuerzas Blindadas y Mecanizadas del Ejército Soviético. 
El 8 de junio de 1953 se retiró del servicio activo y fijó su residencia en Moscú donde murió el 1 de abril de 1971, siendo enterrado en el cementerio Novodévichi.

## Promociones
- Mayor general de Fuerzas de Tanques (27 de diciembre de 1941)
- Teniente general de Fuerzas de Tanques (26 de diciembre de 1942)[5]

## Condecoraciones
A lo largo de su carrera militar, Badanov recibió las siguientes condecoraciones:
|  | Orden de Lenin                                                                                  |
|  | Orden de la Bandera Roja, tres veces                                                            |
|  | Orden de Suvórov de 2.do grado                                                                  |
|  | Orden de Kutúzov de 2.do grado                                                                  |
|  | Orden de la Guerra Patria de 2.do grado                                                         |
|  | Orden de la Estrella Roja                                                                       |
|  | Medalla Conmemorativa por el Centenario del Natalicio de Lenin                                  |
|  | Medalla por la Defensa de Stalingrado (1944)                                                    |
|  | Medalla por la Victoria sobre Alemania en la Gran Guerra Patria 1941-1945 (1945)                |
|  | Medalla Conmemorativa del 20.º Aniversario de la Victoria en la Gran Guerra Patria de 1941-1945 |
|  | Medalla del 20.º Aniversario del Ejército Rojo de Obreros y Campesinos                          |
|  | Medalla del 30.º Aniversario de las Fuerzas Armadas de la URSS (1948)                           |
|  | Medalla del 40.º Aniversario de las Fuerzas Armadas de la URSS                                  |
|  | Medalla del 50.º Aniversario de las Fuerzas Armadas de la URSS                                  |
|  | Cruz por Servicio Distinguido (Estados Unidos)                                                  |